# Castillo de Erebuni
El castillo de Erebuni o fortaleza de Erebuni  (en armenio: Էրեբունի) es un castillo urartu situado en la ciudad de Ereván, Armenia. Fue mandado construir por el rey Argishti I en el año 782 a. C. con funciones estratégicas y defensivas. Se encuentra a 1017 metros sobre el nivel del mar. Constituyó una de las varias fortalezas construidas a lo largo de la frontera norte en el valle del Ararat y uno de los centros políticos, económicos y culturales más importantes del reino. El nombre de la ciudad de Ereván se deriva de Erebuni. Se abandonó en el siglo VI a. C. ante la amenaza de los persas. Después de la dominación persa la ciudad fortificada fue relegada y quedó en el olvido; fue de nuevo descubierta hacia el final del siglo XIX. La ciudad de Everán es la capital de Armenia desde 1918 tras finalizar la Primera Guerra Mundial. Con el final de la existencia de la Unión Soviética, Everán se convirtió en la capital de la República de Armenia el 21 de septiembre de 1991. La revista Forbes la incluyó en la lista de las «nueve fortalezas más antiguas del mundo».

## Historia
Erebuni fue fundado por el rey Argisht I en el año 782 a. C. Fue construido en la cima de una colina llamada Arin Berd con vista al valle del río Aras y para servir como fortaleza militar y proteger la frontera del norte del reino Urartu. Se ha descrito como «diseñado como un gran centro administrativo y religioso con un capital totalmente real». Según Margarit Israelyan, el rey Argishti I comenzó la construcción de Erebuni después de haber conquistado los territorios al norte de Ereván y al oeste del lago Sevan -que corresponde donde se encuentra la ciudad de Abovyan renombrada en 1963 en honor del escritor armenio Khachatur Abovyan-, en consecuencia los prisioneros capturados en estas campañas, tanto hombres como mujeres, se utilizaron para ayudar a construir su ciudad.
Durante una expedición arqueológica realizada en 1950 y dirigida por el científico armenio Konstantine Hovhannisyan, se descubrieron un par de piedras con inscripciones de escritura cuneiforme en Arin Berd, una de ellas estaba dedicada a la fundación de la ciudad durante el reino de Argishti I, y la otra versaba sobre la construcción de graneros por su hijo y sucesor el rey Sardur II. Argishti dejó una inscripción similar en otra capital de su reino, Tushpa, indicando que él llevó 6.600 prisioneros de guerra de Khate y Tsupani para poblar su nueva ciudad.
Debido al hecho de que una gran cantidad de elementos con la inscripción «Erebuni» se encontraron durante las excavaciones de la vecina localidad de Teishebaini, en algún momento surgieron dudas sobre si Erebuní realmente estaba en Arin-Berd: había una posibilidad de que la placa que descubrió Hovhannisyan en 1950, hubiera llegado por accidente a la colina. Después de ocho años, en 1958, finalmente se resolvió la polémica, y se confirmó la hipótesis final: durante las excavaciones arqueológicas otra inscripción de Argishti I sobre la fundación de Erebuni fue descubierta intacta en una piedra, colocada en un muro antiguo. Así, desde 1958, se confirmó que Erebuni se encontraba localizado en la colina Arin-Berd.
| Inscripciones descubiertas de la construcción de Erebuni por el rey Argishti I | Inscripciones descubiertas de la construcción de Erebuni por el rey Argishti I |
| ------------------------------------------------------------------------------ | ------------------------------------------------------------------------------ |
|                                                                                |                                                                                |
| Inscripción encontrada en 1950                                                 | Inscripción encontrada en 1958                                                 |

Al igual que en otras ciudades de Urartu de la época, fue construida con planta triangular en la parte superior de una colonia instalada a unos 10 – 12 metros con una alta muralla. Detrás de ella, los edificios estaban separados por paredes centrales e interiores. Las paredes fueron realizadas a partir de diversos materiales, incluyendo basalto, toba, madera y adobe. Argishti construyó un gran palacio y en las excavaciones realizadas en la zona se han encontrado otros edificios notables que incluyen una sala de asamblea real con columnas, un templo dedicado a Jaldi, una ciudadela donde residía la guarnición, alojamientos, dormitorios y trasteros. Las paredes interiores estaban ricamente decoradas con pinturas murales de escenas religiosas y seculares.
Sucesivos reyes de Urartu hicieron su lugar de residencia en Erebuni durante sus campañas militares contra los invasores del norte y realizaron continuos trabajos de construcción en las defensas de la fortaleza. Los reyes Sardur II y Rusa I también utilizaron Erebuni como lugar de parada en sus nuevas campañas de conquista hacia el norte.
En el año 735 a. C., Sardur II fue derrotado por el rey asirio Tiglatpileser III en el extremo opuesto del país al oeste de Erebuni, esta derrota fue el punto de inflexión en la historia de Urartu, cuando empezó a perder su poder y sus posesiones, por otra parte, durante el reinado del hijo de Sardur II, Rusa I los frecuente ataques cimerios desde el noreste de Urartu en el valle de Ararat, dieron como resultado el cese de la actividad económica y del desarrollo tranquilo y pacífico en el valle, se realizaron reformas administrativas y cambiaron el estado de Erebuni a la vecina Argishtikhinili.
La región pronto cayó bajo el control del Imperio aqueménida aunque la posición estratégica que ocupaba Erebuni no disminuyó, se convirtió en un importante centro de la sátrapa de Armenia.
A pesar de numerosas invasiones por sucesivas potencias extranjeras, la ciudad no fue abandonada y fue habitada continuamente durante los siguientes siglos, con el tiempo se extendió hacia la parte exterior de la fortaleza para convertirse en la ciudad de Ereván. En septiembre de 1968 se celebró la conmemoración de los 2750 años de la fundación de Erebuni en estrecha afinidad con Ereván.

## Arquitectura

### Zona exterior
La construcción de la estructura triangular del castillo-fortaleza de Erebuni se situó en la cima de la colina de Arin Berd a 65 metros de altura, con un espacio general de aproximadamente ocho hectáreas y una posición estratégica con vistas a la llanura del Ararat y a las principales vías de acceso de la ciudadela. Durante su construcción, la cima de la colina se niveló artificialmente. En todo su alrededor se levantó una muralla con enormes bloques de piedra, el zócalo consta de dos metros de altura y está rematado por una pared de siete/ocho metros realizada con ladrillos de barro sostenida por contrafuertes de cinco metros colocados cada ocho metros. La entrada principal a la fortaleza se encuentra en el sudeste de la pendiente más suave de la colina, esta entrada se protegió con unas altas torres. Por ella se pasaba al patio central de la ciudadela de 14 x 17 metros.
| Muros exteriores                                       | Muros exteriores                        | Muros exteriores                                                    |
| ------------------------------------------------------ | --------------------------------------- | ------------------------------------------------------------------- |
|                                                        |                                         |                                                                     |
| Paredes exteriores en que sobresalen los contrafuertes | Ángulo muerto existente en la pared sur | Estructura del muro: base de piedra y por encima ladrillos de barro |

### Templo de Jaldi
La parte religiosa se encuentra en el suroeste del patio, y era, en primer lugar, un templo dedicado al dios Jaldi, uno de los más notables y más grandes conservados parcialmente de las construcciones urartianas. El templo tenía una escalera que conducía a la azotea de un zigurat tipo torre, y una sala lateral en el piso inferior, esta sala la rodea un pórtico abierto con doce columnas de madera, ancladas en piedra y con bancos a lo largo de las paredes. En la pared izquierda se encuentra un altar para los sacrificios y ceremonias rituales. Sus paredes estaban decoradas con coloridos frescos que representaban figuras humanas, dioses, decoraciones geométricas y diseños florales. Una de las pinturas descubiertas representa al dios Jaldi de pie sobre un león, -escena típica en las representaciones sobre este dios-. El suelo del templo contrasta en gran medida del resto del complejo, ya que estaba realizado con pequeños tablones en madera, en comparación con las plantas de adobe revestido de arcilla que se encuentran en el resto de las habitaciones de la ciudadela. En el período aqueménida, se utilizó la mitad del templo del dios Jaldi con fines económicos, mientras que la otra mitad se convirtió en parte de una gran apadana.
| Reconstrucciones en los templos de Erebuni                         | Reconstrucciones en los templos de Erebuni | Reconstrucciones en los templos de Erebuni   |
| ------------------------------------------------------------------ | ------------------------------------------ | -------------------------------------------- |
|                                                                    |                                            |                                              |
| Reconstrucción de un Fragmento del atrio del templo del dios Jaldi | Reconstrucción de la imagen del dios Jaldi | Reconstrucción de la entrada al templo Sushi |

### Templo de Sushi
El templo Sushi era una sala rectangular con dimensiones interiores de 5.05 x 8,08 metros y la parte exterior de 10 x 13,45. Fue aparentemente destinado a un pequeño número de visitantes. En el fondo de la sala se encuentra el altar; el templo se ilumina a través de una abertura superior que también se utilizaba para la eliminación del humo de los sacrificios. Las paredes interiores estaban decoradas con pinturas murales. En ambos lados de la puerta de entrada al templo, había escrituras cuneiformes con datos de su construcción por el rey Argishti y dedicado al dios Ivarsha. En el período aqueménida, el templo fue reconstruido en un templo persa.
| |
| Dios Ivarsha en esta casa Sushi, Argishti, hijo de Menua, construido, Argishti dice: la tierra en este lugar estaba vacía, no había nada construido. Argishti, poderoso rey, el gran rey, el rey del país Biainili, regla de Tushpa -Ciudad. |

### Palacio real
A la izquierda, el lado suroeste de la puerta de entrada, se encuentra la parte del palacio real con vistas al monte Ararat. El palacio fue probablemente a menudo visitado por reyes urartianos. El salón principal mide 17 x 7,5 metros, y tenía el techo con una cubierta de madera y en sus paredes se mostraban pinturas murales multicolores, se encuentran en las paredes algunos agujeros con grandes clavos, que se cree que fueron utilizados para colgar alfombras como parte de su decoración. A través de un largo pasillo se llegaba al patio de las columnas, dispuestas en cinco unidades en su longitud y de cuatro en cuatro a lo largo de su anchura. A partir de este patio se entra en la sala real toda ella pintada de blanco, otras cinco habitaciones se encontraban cerca de esta sala. Dentro de su área, en la parte occidental había el templo Suhsi, el peristilo y trasteros, incluidas zonas de almacenamiento con depósitos para cereales, aceite y vino.

### Abastecimiento de agua

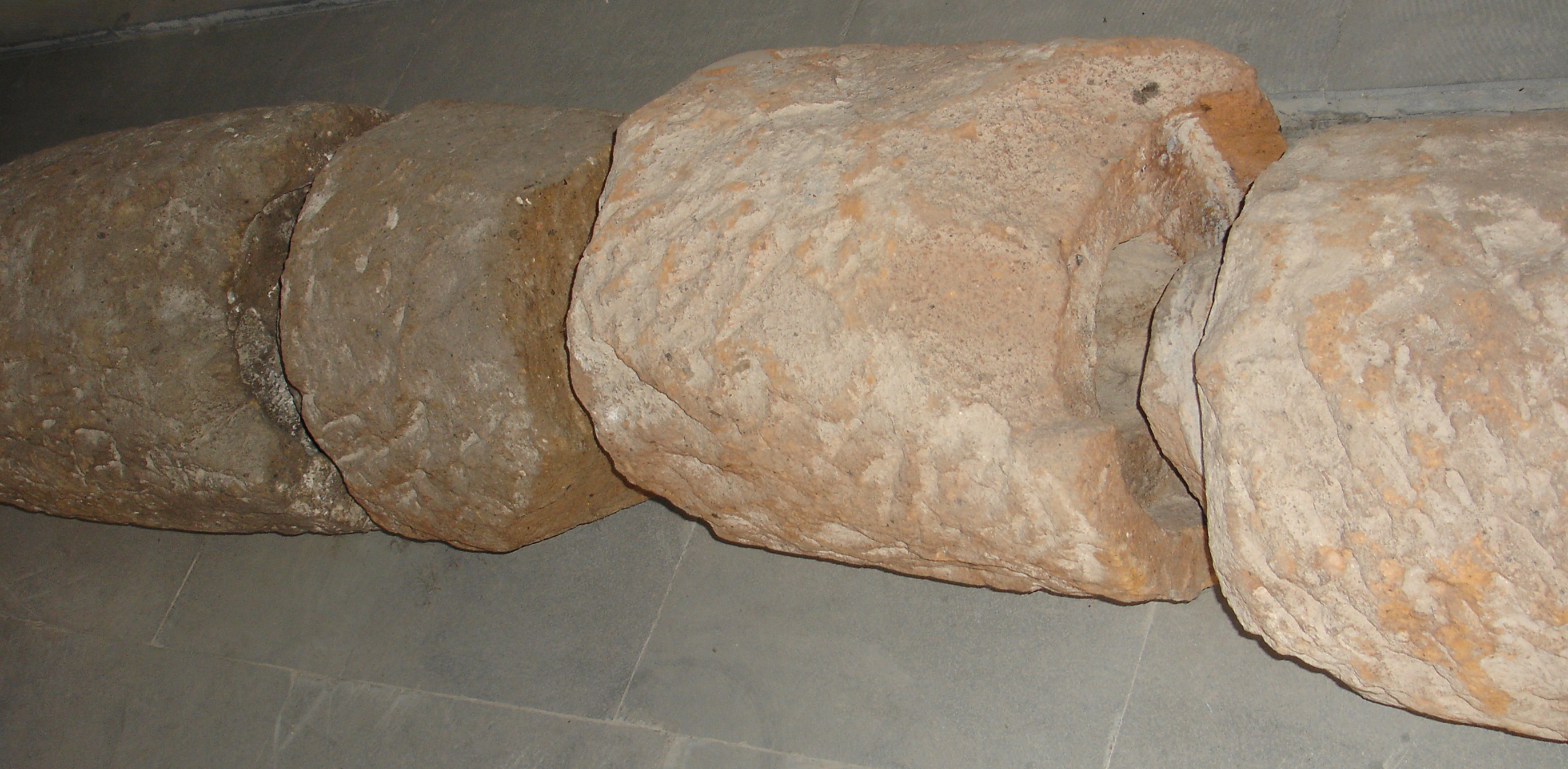
Fragmento de la instalación del agua

En Erebuni, como en otras ciudades del reino de Urartu, existía un sistema de suministro de agua cuidadosamente pensado y organizado que provenía de las fuentes de las montañas Garnijskich situadas a siete km de la ciudadela. El agua llegaba a través de una instalación subterránea, que consistía en tubos redondos de piedra y apareados entre sí por medio de la utilización de sellado con arcilla, muestran un diámetro exterior de 40 cm y 10 cm en el interior. Toda la instalación estaba oculta bajo el suelo para conseguir una importancia estratégica en caso de asedio. En la ciudad había también instalación de aguas residuales. En el gran patio de la fortaleza y en el peristilo se han conservado pozos que recogían el agua de lluvia. En la ciudad se ha descubierto un depósito de agua, que filtraba el agua de las fuentes más contaminadas.

## Excavaciones
Las primeras excavaciones arqueológicas comenzaron en el siglo XIX, mientras que las más sistemáticas se realizaron en 1952, bajo el patrocinio conjunto de la Academia Nacional de Ciencias de la República Socialista Soviética de Armenia y el Museo Estatal de Bellas Artes Pushkin; el equipo fue dirigido por el armenio Konstantine Hovhannisyan y la supervisión científica por el ruso Boris Piotrovski. En el curso de la primera etapa de las excavaciones (1950-1968), fueron investigados el palacio de Argishti, el salón real, los templos y más de un centenar de habitaciones. Decenas de artefactos urartianos y aqueménidas, tales como cerámica, loza de barro, hebillas de cinturón, pulseras, perlas, recipientes para beber, cascos, flechas y monedas de plata fueron descubiertos. Se encontraron fragmentos murales con temas religiosos importantes, entre ellos «procesiones de dioses, animales sagrados y árboles de la vida»  así como escenas de la vida cotidiana que mostraban escenas de «caza, ganadería y agricultura».
También se descubrieron zonas de almacenamiento de grano, aceite y vino. En las puertas de entrada a estas áreas se encontraron inscripciones contando su construcción y la cantidad de los objetos colocados en ellos. Una de estas inscripciones dice:

Por la grandeza del Dios Jaldi, Sardur, hijo de Argishti, construyó esta casa, y él también creó estos graneros. En uno de ellos había 12.600 kapis, otro tenía 11.500 kapis; en total 24.100 kapis. Sadur hijo de Argishti, rey poderoso, rey del país Biainili, gobernador de la ciudad de Tushpah.

Las enormes vasijas de cerámica que contenían el vino y el aceite tenían marcas sobre ellas. Vasijas también de cerámica más pequeñas fueron encontradas en las excavaciones y se sabe que se habían utilizado en la elaboración de cerveza de cebada. Otras tinajas mucho más grandes se usaron para el almacenamiento de alimentos y vino. Las pequeñas marcas circulares en los lados de estos contenedores, cerca de la parte superior, indicaban la cantidad que podía ser almacenada en el interior, estas piezas más grandes estaban generalmente enterradas hasta su mitad en el suelo y por lo tanto mantenían el contenido fresco.
Numerosas inscripciones de escritura cuneiforme que fueron talladas en basalto se han encontrado en todo el complejo. Algunas de las cuales se muestran en el museo, mientras que otras se exhiben en las paredes de la fortaleza. En la colina el 19 de octubre de 1968 se creó el Museo Erebuni, cuya apertura se hizo coincidir con el 2750 aniversario de Ereván. Desde 2008 las excavaciones continúan con la participación de arqueólogos armenios y extranjeros, principalmente con franceses.

### Pinturas murales
Al parecer, debido al hecho que en la fortaleza de Erebuni durante el reino de Urartu permaneció sin batallas, se han conservado mejor los monumentales murales del interior. Diversos restos fueron descubiertos por los arqueólogos en casi todas las ciudades de Urartu. Las primeras pinturas de la fortaleza fueron descubiertas en el año de excavación de 1950, en el templo del dios Jaldi. A continuación los expertos encargados de Erebuni, realizaron un gran trabajo en preservar las paredes y los pedazos de yeso con fragmentos de pintura, aplicando una técnica de conservación para la conservación de la coloración brillante existente en la gama de las pinturas murales. Los fragmentos originales de las pinturas se encuentran en museos de Armenia, principalmente en el Museo de Historia de Armenia. En el Museo de Erebuni, en las ruinas de la fortaleza y también en otros museos se muestran varias copias de estas pinturas.
| Pinturas murales de Erebuni | Pinturas murales de Erebuni | Pinturas murales de Erebuni |
| --------------------------- | --------------------------- | --------------------------- |
|                             |                             |                             |